# Adam Petty
Adam Kyler Petty (* 10. Juli 1980 in High Point, North Carolina; † 12. Mai 2000 in Loudon, New Hampshire) war ein US-amerikanischer Autorennfahrer. Sein Vater war NASCAR-Rennfahrer Kyle Petty, sein Großvater der siebenfache Grand-National- und Winston-Cup-Champion Richard Petty und sein Urgroßvater der dreifache Grand-National-Champion Lee Petty. Er war der erste Sportler überhaupt, der in der vierten Generation den Beruf seiner Vorväter fortgeführt hat und von dem angenommen wurde, dass er der nächste große Petty werden würde.

## Karriere
Pettys Rennfahrerkarriere begann 1998, kurz nach seinem 18. Geburtstag. Wie schon sein Vater Kyle gewann er sein erstes Rennen in der ARCA Racing Series im Pontiac mit der Startnummer 45 auf dem Lowe’s Motor Speedway noch im selben Jahr.
Nach einer erfolgreichen Short-Track-Saison der American Speed Association im Mittleren Westen absolvierte Petty 1999 eine komplette Saison im Chevrolet mit der Startnummer 45 in der Busch Series. Gleich in seinem ersten Rennen auf dem Daytona International Speedway belegte er mit einem vierten Platz das beste Saisonergebnis. Obwohl er sich für drei Rennen nicht qualifizieren konnte, belegte Petty am Ende der Saison Platz 20 in der Meisterschaft.
Petty Enterprises plante Adam Petty in der kompletten Saison 2001 im Winston Cup einzusetzen und ließ ihn daher in sieben Rennen der Saison 2000 an den Start gehen. Zudem sollte er die komplette Busch-Series-Saison fahren. In den ersten Rennen der Busch Series lieferte Petty nur mittelmäßige Ergebnisse ab, qualifizierte sich aber für sein erstes Rennen im Winston Cup, dem DirecTV 500 auf dem Texas Motor Speedway. Er startete von Platz 33 und befand sich die meiste Zeit des Rennens im Mittelfeld, als ein Motorschaden ihn zur Aufgabe zwang und er auf Platz 40 gewertet wurde.

## Tod

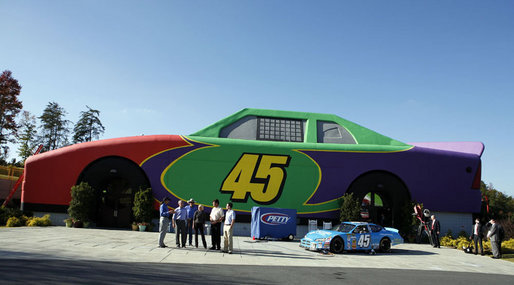
US-Präsident George W. Bush vor Adams Werkstatt im Victory Junction Gang Camp in Randleman, North Carolina, zusammen mit den NASCAR-Fahrern Kyle Petty, Richard Petty, Michael Waltrip und Jimmie Johnson.

Am 12. Mai 2000 nahm Petty beim Training der Busch Series auf dem New Hampshire Motor Speedway zum Busch 200, das am darauffolgenden Tag stattfand, teil, als sich das Gaspedal verklemmte und er ungebremst frontal in die Begrenzungsmauer fuhr. Petty war sofort tot.
Pettys Tod, ebenso wie der von Kenny Irwin jr. auf derselben Strecke, führte dazu, dass NASCAR den Einbau eines Notausschalters und für das Winston-Cup-Rennen im September zusätzlich den Einsatz von Luftmengenbegrenzern vorschrieb. Die Vorschrift des Begrenzers wurde nach dem Rennen wieder verworfen. Es dauerte jedoch bis zum Tod von Dale Earnhardt unter ähnlichen Umständen im Februar 2001, bevor NASCAR Schutzvorrichtungen für Kopf und Genick vorschrieb.
Kyle Petty, Adams Vater, der zu diesem Zeitpunkt die Startnummer 44 fuhr, fuhr Adams Wagen mit der Startnummer 45 für die restliche Saison. Seitdem benutzt er diese Startnummer als Tribut an seinen Sohn in den Rennen des Sprint Cups, und bei Rennen auf dem New Hampshire Motor Speedway fährt er einen komplett schwarz lackierten Wagen. Zudem ist nicht sein Name am Auto angebracht, sondern der seines Sohnes Adam.

## Vermächtnis
Im Oktober 2000, fünf Monate nach Adams Tod, tat sich seine Familie mit Paul Newman und dem Hole in the Wall Gang Camp zusammen, um als Tribut an Adam Petty das Victory Junction Gang Camp in Randleman, North Carolina, zu eröffnen. Das Camp erhält Unterstützung von vielen NASCAR-Fahrern, Teams und Sponsoren. Die Arbeit des Victory Junction Gang Camp begann 2004. Es ist eine offizielle Wohltätigkeitsorganisation der NASCAR.
Sein jüngerer Bruder Austin (* 1982) benannte seinen Sohn Adam (* 2013) nach ihm.